# Sonim (Valpaços)
Sonim ist ein Ort und eine ehemalige Gemeinde (Freguesia) im portugiesischen Kreis Valpaços. Die Gemeinde hatte 262 Einwohner (Stand 30. Juni 2011).
Am 29. September 2013 wurden die Gemeinden Sonim und Barreiros zur neuen Gemeinde Sonim e Barreiros zusammengeschlossen. Sonim ist Sitz dieser neu gebildeten Gemeinde.